# フライデー襲撃事件
フェライデー襲撃事件（フライデーしゅうげきじけん）は、1986年（昭和61年）12月9日、お笑いタレントのビートたけし（北野武）をはじめ、たけし軍団ら12人が講談社の写真週刊誌『フライデー』の編集部を襲撃した事件である。 
1987年6月10日、たけしに懲役6か月、執行猶予2年の判決が下された（東京地方裁判所、確定）。当時たけしのレギュラー番組への出演については、執行猶予判決が確定するまでの約8か月間謹慎することとなった。なお、当時たけしと交際していたといわれた専門学校生の女性に対する傷害で告訴された記者は、1987年12月22日に罰金10万円の判決を受け、控訴をするも棄却されて判決が確定している。

## 概要
1987年6月10日の東京地方裁判所の判決文などによると経過は以下の通りである。
交際していた女性の負傷
1986年12月8日、東京都渋谷区の路上で、ビートたけしこと北野武（以下「たけし」、当時39歳）と当時親密に交際していた専門学校生の女性（当時21歳）に対し、『フライデー』の契約記者が女性の通う学校校門付近でたけしとの関係を聞こうと声をかけたが、それを女性が避けて立ち去ろうとしたため、記者が前方に立ちふさがってテープレコーダーを女性の顔に突きつけ、手を掴んで引っ張るなどの行為に及び、頸部捻挫、腰部捻傷で全治2週間の怪我を負わせた。
フライデー襲撃
この事を知ったたけしは激怒し、フライデーの発行元である講談社に電話をかけ、強引な取材に抗議した上で「今から行ってやろうか」と通告。翌12月9日の午前3時過ぎ、たけしは弟子集団であるたけし軍団の一部メンバー11人と共謀して、東京都文京区音羽にある講談社本館内にあるフライデー編集部に押し掛け、その結果、暴行傷害事件へ発展した。田中康夫による裁判傍聴記においては、当初たけしは手を出さないよう軍団メンバーに言っておいたものの、当時のフライデー編集次長による「自分は空手が得意である」旨の発言をはじめとした、編集部員の挑発的言動が発端となり「ガタガタうるせえんだよ」と発して暴行に至ったと記されている。
報道によれば、たけしが「担当者を出せ」と迫った後、どちらからともなく一斉にもみ合いになった。たけしらは「ぶち殺すぞ、この野郎！」と叫びながら、粉末消火器を噴射した上、同誌の編集長及び編集部員らに室内にあった雨傘や拳で殴打したり蹴ったりして、肋骨骨折などで1ヶ月から1週間の傷害を負わせた。たけしらは住居侵入・器物損壊・暴行の現行犯で、警視庁大塚警察署によって逮捕された。事件後、たけしらは逃亡のおそれ無しとして釈放された。
また、事件の当事者であったガダルカナル・タカやダンカン、グレート義太夫によると、たけしが「〇〇（記者名）はどいつだ！？」と叫びながら編集部に置いてあった傘で一番近くにいた編集部員を殴打したのがきっかけで乱闘が始まったが、フライデー編集部のすぐ近くに大塚警察署があった為、5分程度で警察官が到着して乱闘は終了したと語っている。
逮捕後
講談社は事件後、「言論・出版の自由を脅かす暴挙に対して、断固たる態度で臨む」とコメントするとともに、記者会見で負傷した様子を公開した。事件後の第一報では「本誌編集部で集団暴行した『一部始終』」とのタイトルで、釈放され車に乗り込むたけしの姿を掲載した。
なお、当時フライデーに所属していた報道カメラマンの宮嶋茂樹によると、写真週刊誌である「フライデー」だが、襲撃の様子を1枚も写真に撮れていない。当時のフライデー編集部はカメラマンの夜勤体制が無かったために編集部内にカメラマンが一人もおらず、編集部員も誰一人カメラを持っていなかったためである。
活動自粛と裁判
その後、新聞系メディアが「テレビも問題当事者である」と取り上げたこと、さらにたけしの出演番組のテロップ付きでの放送、たけしの一部の番組収録への参加などにより批判の論調が強くなっていく。これを受け、当時のたけしの所属事務所である太田プロダクションは、たけし及び軍団メンバーについて半年間芸能活動の自粛を発表した。12月22日に記者会見を開いたのを最後に、たけしがメディアに登場することは無くなった。
1987年6月10日、東京地方裁判所は傷害罪でたけしに対して懲役6カ月（執行猶予2年）の判決を下し、控訴しなかったため確定した。なお、たけし軍団メンバーは1987年3月2日に起訴猶予処分となった。たけしらは約半年の謹慎を経て芸能活動を再開しはじめるが、彼らが出演するテレビ局や所属事務所などに各種団体が抗議に訪れるなど、しばらくは本事件の影響が尾を引く形となった。
なお、判決を下した裁判官は判決の中で、たけしらの行為を厳しく断罪すると共に、「被告人が（中略）フライデーの取材方法、編集方針等に憤慨し、苦情を言わずにいられなくなった心情には酌むべき点が十分ある」として、フライデー側の過剰な取材にも苦言を呈した。

## 事件の背景
犯行動機の『専門学校生取材事件』以外に、当時フライデーからたけしの家族に対して執拗な取材があったことも事件の一因となった。裁判でたけしが証言したところによると、たけしの（当時の）妻であった北野幹子が子供を私立校の入学試験に連れて行くところを写真に撮られ、このため学校から「子供の写真が週刊誌に掲載されるようでは入学させられない」と言われてしまった。のちにたけしは「マッチの軸と先」の比喩で、専門学校生への取材が切っ掛けとはなったものの、それまでの鬱憤が蓄積されていたと語っている。
後に明らかになったのは、専門学校生に怪我を負わせた契約記者は、雑誌『GORO』にてたけしの記事を何度か扱っていたことを買われ、フライデーに移籍した記者だということだった。しかし移籍をたけし側に知らせずに、以前通り『GORO』の記者としてたけしを取材していた。このことをフライデー側が隠そうとした事が事件の引き金となった。

## 参加したメンバー
この事件に関与して検挙されたたけし軍団のメンバーは、以下の通りである（年齢は当時）。

### たけし軍団
- ガダルカナル・タカ（29歳）
- そのまんま東（現：東国原英夫）（29歳）
- グレート義太夫（27歳）
- ふんころがし（現：ダンカン）（27歳）
- 大森うたえもん（27歳）
- 柳ユーレイ（現：柳憂怜）（23歳）
- 松尾伴内（23歳）

### たけし軍団セピア
- 大阪百万円（23歳）
- キドカラー大道（22歳）
- サード長嶋（20歳）
- おぼつちやま（現：水島新太郎） - 19歳の少年Aと報道された。

事件で連行される際、たけしは軍団員に対し、「悪かったな、おまえら」、「おまえらの面倒は一生見るから」、「おれ、ドカタしてでも、おまえらを絶対食わせるからな」と語ったとされる。
サード長嶋と水島新太郎は同齢（正確には水島は翌年の早生まれ、すなわち同学年）であるものの、誕生日を過ぎたかどうかで実名報道か否かを分けることとなった。

### 参加しなかったメンバー
出典：
- ラッシャー板前 - 痔の手術を受けて入院中だったため。
- 井手らっきょ - たけしが連絡を取ろうとしたものの連絡がつかなかったため。
- つまみ枝豆 - 大道が連絡を取ろうとしたものの連絡がつかなかったため。
- 誰なんだ吉武 - 詳細不明。

## 反響
たけし本人の回想によると、示談が成立しているにもかかわらず、当時の後藤田正晴内閣官房長官が裁判を強硬に主張した。裁判では暴行は棚上げされ、もっぱら取材方法が焦点となった。これは、当時ライバル誌の『FOCUS』がフライデーと異なり、国会議員を主要なターゲットとしていたためだとたけしは分析している。

### マスコミの報道
人気絶頂の芸能人が集団で暴行に及び逮捕されるという前代未聞の事件は、ワイドショーや週刊誌などで大きく取り上げられた。また、スポーツ紙は連日のように事件を事細かに報道し、売り上げを大幅に伸ばした。「強引な取材は行き過ぎ」というたけしへの同情論、「いかなる事情があっても暴力はいけない」、「人気芸能人が青少年や社会に与える影響は大きい」という意見など、様々な議論が巻き起こった。
当事者である「フライデー」は事件直後の1986年12月26日号において、事件数日前にたけしがラジオ番組で語った過去の暴行事件に言及する記事を掲載した。ただし写真自体は事件現場のものではなく、たけしが釈放時に車に乗り込む際のものであった。さらに第二報となる1987年1月2日号ではたけしが早期復帰した際は過去に芸能人が不祥事を起こした際と比較し謹慎期間が短いことを指摘し、たけしとともにテレビ業界に対しても批判を行った。その次号である1987年1月2日・9日号ではたけしが釈明会見を開いた際には会見で述べた「芸人だから仕事をくれればやる」との発言に「一介の芸人に身を落としての発言は、自分の立場をワイ小化しすぎてはいないか」と評している。合わせて当該号巻末においては「プライバシーや人権問題については、慎重にとりあつかい、一般市民の私生活はこれまでにまして配慮」「今後も暴力に対しては、断固たる態度」との内容の社告を掲載している。
フライデー以外の写真週刊誌はたけしの愛人問題に関しては批判しつつも、フライデーとの違いを強調していた。特に『FOCUS』は事件直後の号にて「今回の騒動は、取材過程での大失敗といった程度」としてフライデーが言論の自由を持ち出したことについて「これこそ、やがて言論・出版の自由がおびやかされ、人権が踏みつけられる事態が招来される」と断じた。その他写真週刊誌を発行する出版社の雑誌においても、写真週刊誌が出版社の売り上げの中で大きな割合を占めていたとの事情もあり、たけしが連載を有していた『週刊ポスト』（小学館）を除き、写真週刊誌を擁護しつつもフライデーとの差異を強調する論調が目立った。他方、写真週刊誌を発行していない出版社の雑誌では、たけしに同情する風潮が強く、新聞および新聞社の発行する雑誌では写真週刊誌が批判の対象となった。また通常よりマスコミ批評を主軸としていた雑誌では事件をマスコミ全体の問題と捉え、特集に大きなページが割かれた。
たけしらの逮捕を報じたある新聞に使用された写真が、1983年に放送された『昭和四十六年 大久保清の犯罪』（TBS系列）のたけし演じる大久保清の逮捕連行のシーンを流用していたと、たけし本人が語っている。

### 著名人などの反応
たけしの母・さきはテレビインタビューで「あんなどうしようもないのは、死刑にでもしてください」と述べ、結果的にマスコミをトーンダウンさせている。
横山やすしはテレビでキャスターの鳥井守幸（元サンデー毎日編集長）と対談する中で、師匠が私生活上の問題に弟子を巻き込んだことを問題とし、抗議なら独りで行くべきだったと語った。立川談志もこれをフォローした。
一方で、田中康夫が前出の裁判傍聴記の中でたけし側が「お互い、やましい商売じゃないか」とバランス感覚を持ってフライデー編集部を訪れたのに対し、フライデー側の取材姿勢について同誌創刊時のCMの「見いちゃった、見いちゃった」とのコピーを引き合いに出しつつ「岡っ引き根性」と指弾し、普段権力との対決を標榜しているフライデーが安易に警察に助けを求めたことを揶揄した。さらに一般大衆やマスコミ、裁判関係者を含め誰もが“テレビ時代”的な対応を裁判中に行っていた、すなわち自らの晴れ姿を見せる場を作りたいと無意識のうちに考えていたのではないかと指摘している。
筒井康隆も芸人であるたけしは排他的な日本では「異人」であり「内心では排除すべき反社会的な人間として馬鹿にしていながら、いざ私生活でこんな事件を起こした時に限って日本の社会人としての良識を求めるのは肉屋で大根を求めるのに等しい」と述べ、「良い」「悪い」など法律に任せておけばいいと語った。
タモリは「もし俺がたけしに何か言いたいことがあるなら、会って直接話をする。だいたい、友達同士の大事な話を校内放送でする奴はいないだろう」と語ったとされる。ただし、襲撃に参加したグレート義太夫はこの発言について1994年にたけしがバイク事故で入院した際のものであり、本事件に関する発言ではないとしている。
当時の後藤田正晴内閣官房長官は「ビート君の気持ちは分かるが、しかし直接行動はいけない」とコメントした。
山藤章二も「週刊朝日」（1986年12月26日号）の巻末コーナー「ブラックアングル」で、後藤田官房長官と藤尾正行（元文相）氏の二人を登場させて喧嘩装束の2人が「若いの、助っ人するぜ」と出張ってくるが、たけしに「駄目だよ、年寄りが出てきて利用しちゃ。これもオイラ一流のパフォーマンスでしばらく休むつもりなんだから」と返事をさせる構成をとっている。
マッド・アマノも「FOCUS」（1986年12月号）の巻末コーナー「狂告の時代」で、たけしの冠番組「天才・たけしの元気が出るテレビ!!」をもじって、たけしがテレビ画面からげんこつをするシーンで飛び出すという設定の「ゲンコが出るテレビ!!」のパロディ広告（オマージュ）を披露した。
赤塚不二夫も「サンケイ新聞」の連載漫画『いじわる時事（じじい）』の中でネタにしている。

### 出版業界への影響
事件は講談社経営陣には少なからぬ衝撃と不安を与えたようであり、とりわけ、当時の社長・野間惟道が事件から半年後に49歳で急死した際には、本事件による心労の影響が噂された。奇しくも野間が亡くなった1987年6月10日は、たけしに有罪判決が下された日だった。
本事件がターニングポイントとなって、写真週刊誌業界の商業的なピークは下り坂となっていく。また、本事件以降はその以前から過激な報道姿勢で問題となっていた写真週刊誌とその記事内容に対し、多くの批判・不信・疑念の声が繰り返し上がるようになった。かくして、その後数年のうちに業界下位誌だった「Emma」・「TOUCH」が廃刊に追い込まれる。ただし、当該誌「フライデー」はその後も部数を減らしながらも刊行されている（2024年時点）。

## たけし出演番組などへの影響
- 『天才・たけしの元気が出るテレビ!!』（日本テレビ） - 1986年12月21日放送分までは事件前に収録済の物を収録日のテロップを付けて放送。事件直後の同年12月15日には28日分のスタジオ収録に参加していたが[15]、上記の通り批判もあった事からお蔵入りとなり、同放送分からタイトルを『元気が出るテレビ!!』とし、その回はスタジオパートをカットした総集編で凌いだ後、1987年最初の放送で「社長（たけし）は海外出張中」とした。代役の司会は主要レギュラーだった松方弘樹が務め、1月・2月中旬までの分の放送は当時たけしと同じ太田プロダクションに所属していた山田邦子（当時26歳）も加わった。『元気が出るテレビ』以外にも山田邦子はたけしの代役を当時多く務め、後に「女性で唯一天下を取ったタレント」と評されるまでになる[16]。また番組内で、あみんの『待つわ』を合唱し、たけしの復帰を哀願する企画も設けられた。
- 『スーパーJOCKEY』（日本テレビ） - たけしの代役司会は「元気が出るテレビ!!」と同様、山田邦子が担当。軍団メンバーの代役を大川興業とダチョウ倶楽部が受け持った後、事件に関わらなかった軍団メンバーで凌いだ。
- 『痛快なりゆき番組 風雲!たけし城』（TBS） - 影武者としてたけしの着ぐるみ（中の人はラッシャー）を登場させ、事件に関わった軍団メンバーが復帰するまでの間は、事件に関わらなかったラッシャー・井手・枝豆の3人で凌いだ。
- 『クイズまるごと大集合』（TBS） - 初回、前身の『春秋のスペシャル決定版・テレビまるごと大集合』を引き継ぐかたちで、たけしが巨泉・関口宏と共に司会を担当する予定だったが、たけしは参加せず（次の第2回から担当）、また番組に参加した『風雲!たけし城』チームも事件に関わらなかった軍団メンバーや、攻撃隊長役の谷隼人やたけし城兵士役のストロング金剛などが出演した。
- 『オレたちひょうきん族』（フジテレビ） - 12月13日分は収録日をテロップ表示した上で放送。翌12月20日はたけしの代役をラッシャー板前が勤めた。人気コーナーの「タケちゃんマン」がたけし不在で執り行われた。復帰後も番組への出演を極力控えていたため、最終的に番組は終了となった。
- 『初詣!爆笑ヒットパレード』（フジテレビ） - 前年に引き続き翌年もたけしと明石家さんまのW司会を予定したが、さんまの単独司会に。
- 『たけしにまかせまさい!』（フジテレビ） - 前年に引き続き、翌年にも放送する予定だった正月番組だったが番組タイトルを変更。前年に引き続きたけしと共に司会を務める予定だったうつみ宮土理に前年この番組でゲスト出演した逸見政孝（当時・フジテレビアナウンサー）が司会を務めた。
- 『ビートたけしのスポーツ大将』（テレビ朝日） - 事件当日の12月9日放送分は内容を差し替えず、"11月4日に収録した"旨をテロップ表示し、通常放送[15]。その後、番組タイトルを『スポーツ大将』と改題し、事件に関わらなかった軍団メンバーのラッシャー板前・井手らっきょ・つまみ枝豆とVTR実況を担当していた志生野温夫で繋ぐも、1987年3月に一旦放送終了し、この枠は「ワールドプロレスリング」になった。その後1988年2月にたけしと事件に関わった軍団メンバーが復帰の上再開。
- 『たけし軍団!ヒット&ビート』（テレビ朝日） - 1986年1月からスタートした軍団初の冠番組だったが12月21日の放送をもって中断し、そのまま打ち切りとなった。
- 『世界まるごとHOWマッチ』（MBS） - 事件当時、司会者の大橋巨泉が長期海外滞在で不在の関係上かなりの撮り溜めをしており、差し替え分の撮影も不可能だった事情から、事件の後も何か月もの間「この番組は○月○日に収録されたものです」というテロップを加えた上で通常通り放送[15]。その後たけしが番組復帰するまで、笑福亭鶴瓶をはじめとするタレントや文化人がたけしの代理としてゲスト出演していた。
- 『ビートたけしのオールナイトニッポン』（ニッポン放送） - 12月11日は「金曜日のオールナイトニッポン」と銘打ち上柳昌彦アナウンサーが代理で担当、その後高田文夫&塚越孝、1987年1月は「お笑い新人類大集合!!」（1か月にも及ぶ、パーソナリティーオーディション特番。週替りでダウンタウン/圭修/田中義剛他が参加）。1987年2月からビートきよし、やしきたかじん・円広志、片岡鶴太郎、明石家さんまがゲスト出演し、同年3月26日から大竹まことが務め、同年6月25日放送分は軍団メンバーが担当した（この週、たけしも乱入）。
- 『たけしの挑戦状』（タイトー） - 事件翌日が発売日だった、たけし監修のファミコンゲーム。予定通り発売はされたものの初回生産分のみで再販は1990年まで延期され、本人出演のテレビCMは放映中止となった。
- アサヒビール - 1987年1月から放映予定だった巨泉とたけしの共演による「アサヒ生ビール」（いわゆる「コク・キレビール」）のCMを放映中止し、代役にはプロゴルファーの青木功と尾崎将司が起用された。
- なお、テーマ曲に「見る前に躍べ」が使われていた（ただしボーカル部分はない）CBCテレビ「おやすみ!ニュースワイド」の対応は不明。
- 映画界にも影響は及び、当時佐木隆三原作、深作欣二監督、神波史男脚本の映画「旅人たちの南十字星」の制作準備が進められており、たけしと陣内孝則の主演でクランクイン直前まで話が進んでいたが、本事件のため企画が流れてしまったことを、プロデューサーの奥山和由が明かしている。これが後に『その男、凶暴につき』の制作につながったという（その男、凶暴につき#幻の原作も参照）。

## たけし復帰・和解
1987年6月25日、『たけし軍団のオールナイトニッポン』の終盤30分に乱入し、メディア復帰。テレビ復帰は7月12日の『スーパーJOCKEY』の生放送。オープニングで『I MISS YOU』と『ロンリーボーイロンリーガール』の2曲を熱唱した。この回は番組史上最高視聴率となる20.5%を記録した。その後、フジテレビ『FNSスーパースペシャル 一億人のテレビ夢列島』（現・『FNS27時間テレビ』）にてタモリ、さんまとのトーク企画にラテ欄の予告通り"乱入"した。たけし乱入の瞬間は、多くのテレビスタッフ、関係者や他メディアの取材陣までがスタジオを囲み、ぴんと張詰めた空気の中であった。これがきっかけとなり、BIG3のスタートとなった。
1988年、当時のフライデー編集部と神宮草野球場で草野球の交流試合が行われ、正式な和解の場が持たれた。1998年2月20日号の同誌に、篠山紀信の撮影によるたけしが12年ぶりに同誌編集部を訪れるという設定のカラーグラビアが掲載された。

## その後
たけし自身は「一発殴って終わりにして、編集部員も含めてみんなで飲みに行くつもりだった」と自著に記している。また『たけし事件』所収の筑紫哲也とのロングインタビューの中では「これはね、何年かたったら実にまぬけなお笑いの事件になってると思うよ。」「20年もたったら、こんなことが何で事件になるんだっていう感じだな。」「おれと講談社、両方とも笑われるっていうか、それと同時に、その当時の日本というものが、すごい笑われると思うけどな」と振り返っている。
事件後にたけしは太田プロダクションと契約を解除し、個人事務所「オフィス北野」を設立するが、たけしはこのことと本事件の関連を後に明かしている。復帰直後に行く先々で右翼団体に復帰が時期尚早であると街宣を掛けられたことに太田プロダクションには全く対処してもらえず、街宣を指示していた暴力団幹部らの下に自ら出向いて事を収めたが、その際に太田プロ退社を条件として提示されたとのこと。
本事件でしばらくメディア露出のなかったたけしは復帰後、やや精彩に欠ける時期があった。たけしはここで「基礎から勉強し直そう」と思い立ち、小・中学生が解くようなドリルを使って勉強したとのこと。その際に、たけしは大人・芸人としての知識や常識と、義務教育で習得する「一般常識の基礎」とのギャップに気付き、事務所やテレビ局に番組原案として出したことが『平成教育委員会』発案のきっかけとなった。同番組は本放送終了後も特別番組として続いている。
また1991年に「幸福の科学」と講談社の間で係争が起きた際には、幸福の科学に入信していた景山民夫（たけしとも親交の深かった放送作家）から「講談社フライデー全国被害者の会」への賛同・参加を求められたが、たけしは「俺は被害者ではなく加害者」「『加害者の会』を結成したいぐらいだ」と距離を置く立場を取った。たけしは自らはあくまで私憤から事件に到ったに過ぎず、フライデーの標的とされた者たちの代表として行動を起こしたわけではないと語り、同係争の幸福の科学側の抗議活動について「デモの際にしゃもじを持って練り歩くババァと同じメンタリティだ」と評している。
2007年1月に当時実行犯だったそのまんま東が宮崎県知事に当選し、本名の東国原英夫として活動を始めてからしばらくの間、講談社は「週刊現代」「フライデー」にて「そのまんま東は暴力知事である」といった記事を掲載したが、東国原は「20年たっても講談社に狙われている」と日本外国特派員協会での会見で語った。たけしと共にフライデー編集員らに飛びかかる軍団を尻目に、たけしの一番弟子である東国原は入り口付近でタバコを吸いながら傍観していたという。後に東国原はこの事件を振り返り、推理小説で講談社が後援する江戸川乱歩賞の入賞を狙っていたため、あまり関与したくなかったことを明かしている。そのため、フライデー編集部に向かうエレベーターには重量オーバーを狙って最後に乗ったがうまくいかず、その結果エレベーターのドアが開いたときにたけし軍団の先頭にいることとなり、翌日のスポーツ紙で「先陣を切る東」などといった形で大きく報じられることとなってしまった。また「酔っていて記憶がない」という言い訳を作るため、あらかじめ缶ビールを飲んでいったことも明かしている。2009年3月1日、フジテレビ開局50周年特別企画「激動!世紀の大事件 -証言者たちが明かす全真相-」においても、たけしと東国原が出演し、本事件について語った内容が放送され、東国原がこの事件に積極的ではなかった件についても詳しく語られた。
しかし前述の記載も含め復帰後に語られた言動ほとんどが、警察発表資料を基にした書籍「たけし事件 怒りと響き」（太田出版）と大きく内容が異なる。
後年ガダルカナル・タカとつまみ枝豆はYouTubeの動画出演した際に当時の事を語り、事件直後はたけし自身が復帰は絶望的と考えていたため、軍団メンバーを集めて極道組織の結成を考えていたが、考えを改めて土建屋組織にすることを決めたという。